# Thành ủy Đà Nẵng
Thành ủy Đà Nẵng, hay còn được gọi là Ban Chấp hành Đảng bộ Thành phố Đà Nẵng, hay Đảng ủy Thành phố Đà Nẵng, là cơ quan lãnh đạo cao nhất của Đảng bộ Thành phố Đà Nẵng giữa hai kì đại hội đại biểu Đảng bộ Thành phố.
Đứng đầu Thành ủy là Bí thư Thành ủy và thường là Ủy viên Trung ương Đảng.

## Lịch sử
Thành ủy Đà Nẵng trước đó là Tỉnh ủy Quảng Nam - Đà Nẵng.
Tháng 2/1976 hai tỉnh Quảng Nam và Quảng Đà sáp nhập thành tỉnh Quảng Nam - Đà Nẵng với tỉnh lị là Thành phố Đà Nẵng. Trong giai đoạn 1976-1996 Thành ủy Đà Nẵng là đảng bộ trực thuộc Tỉnh ủy Quảng Nam- Đà Nẵng.
Ngày 6/11/1996 tại kì họp thứ 10 Quốc hội khóa IX đã chính thức tách tỉnh Quảng Nam - Đà Nẵng thành tỉnh Quảng Nam và thành phố Đà Nẵng trực thuộc Trung ương từ ngày 1/1/1997. Ngày 12/12/1996 Ban Chấp hành Trung ương Đảng ra nghị quyết 122-QĐNS/TW về việc thành lập Ban Chấp hành Đảng bộ lâm thời thành phố Đà Nẵng do Phó Bí thư Tỉnh ủy Quảng Nam - Đà Nẵng Trương Quang Được làm Bí thư lâm thời Thành ủy Đà Nẵng.
Đại hội lần thứ XVII tổ chức lần đầu tiên sau khi tái lập thành phố diễn ra ngày 23-25/10/1997 đã bầu Bí thư lâm thời Trương Quang Được làm Bí thư Thành ủy, trở thành bí thư thành ủy đầu tiên sau khi tách tỉnh.
Ngày 18 tháng 6 năm 2025, Bộ Chính trị ban hành Quyết định số 315-QĐ/TW thành lập Đảng bộ Thành phố Đà Nẵng trực thuộc Ban Chấp hành Trung ương Đảng, trên cơ sở hợp nhất Đảng bộ Thành phố Đà Nẵng, tỉnh Quảng Nam kể từ ngày 1 tháng 7 năm 2025.

## Chức năng và nhiệm vụ
Thành ủy Đà Nẵng là cơ quan cấp Đảng cao nhất của Thành phố có chức năng và nhiệm vụ:
- Thi hành Điều lệ Đảng, nghị quyết của Đại hội Đảng bộ thành phố.
- Bầu Ban Thường vụ Thành ủy, Bí thư và Phó Bí thư Thành ủy.
- Giám sát các Đảng bộ trực thuộc Thành ủy.
- Giới thiệu nhân sự cho Ủy ban Nhân dân và Hội đồng Nhân dân thành phố.
- Xây dựng khối đoàn kết thống nhất trong Đảng bộ thành phố
- Tập trung nguồn lực phát triển kinh tế, đẩy mạnh sản xuất công, nông, ngư nghiệp.
- Chuẩn bị nội dung, nhân sự và quyết định thời gian triệu tập Đại hội Đảng bộ Thành phố khóa mới.

## Tổ chức
Thành ủy Đà Nẵng gồm các cơ quan trực thuộc sau:
- Văn phòng Thành ủy
- Ban Tổ chức Thành ủy
- Ủy ban Kiểm tra Thành ủy
- Ban Tuyên giáo và Dân vận Thành ủy
- Ban Nội chính Thành ủy

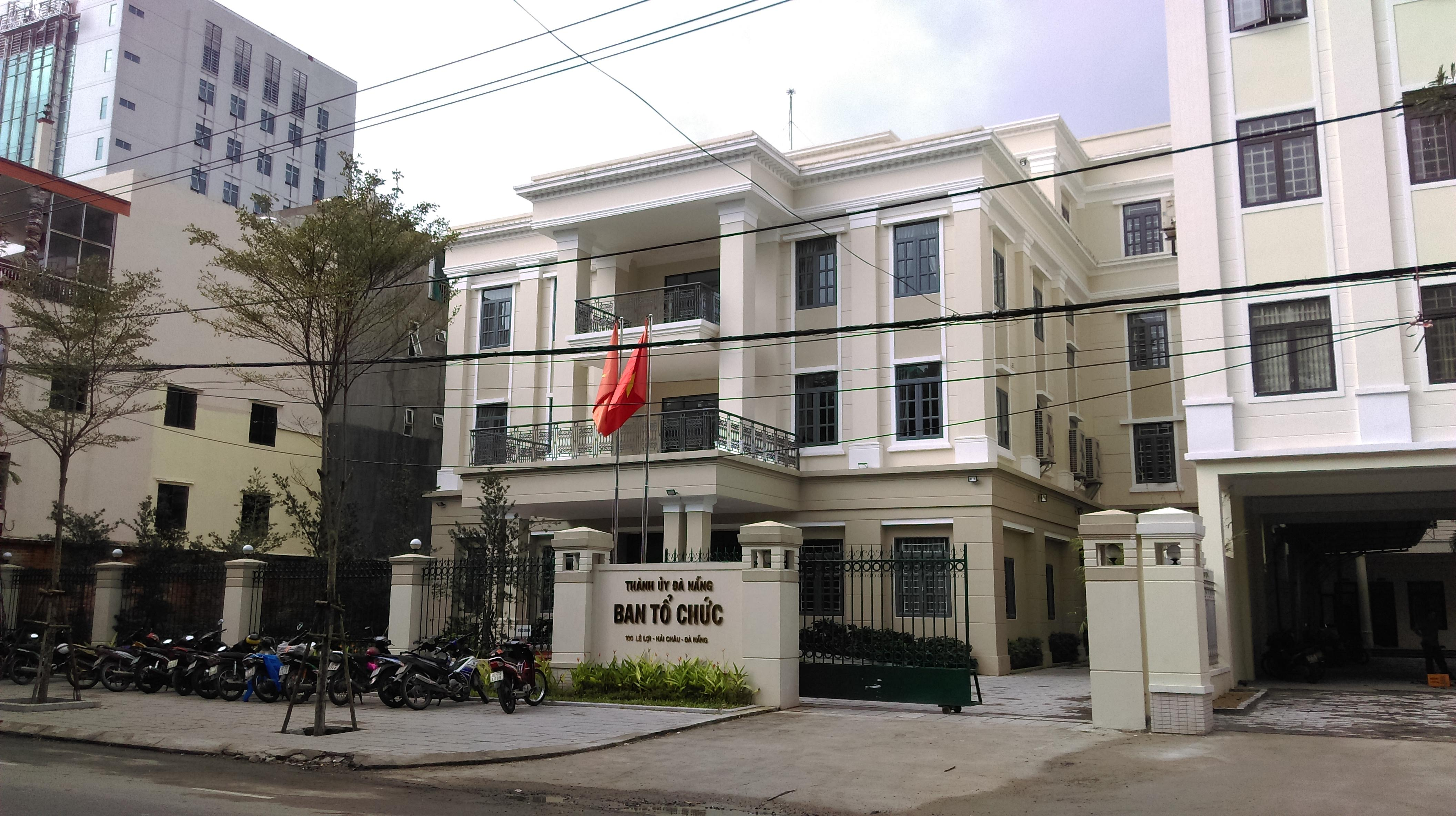
Ban Tổ chức Thành ủy
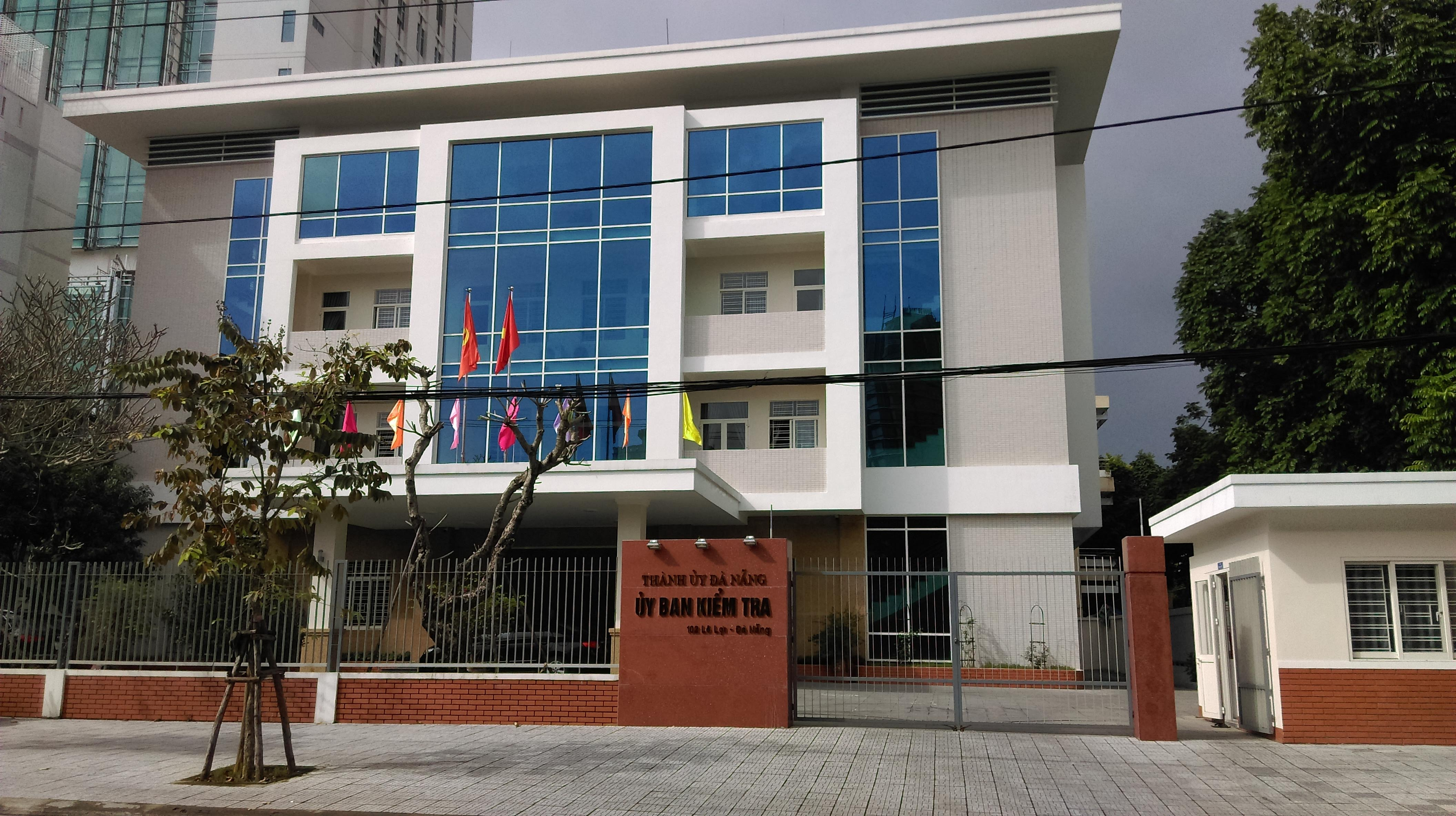
Ủy ban Kiểm tra Thành ủy
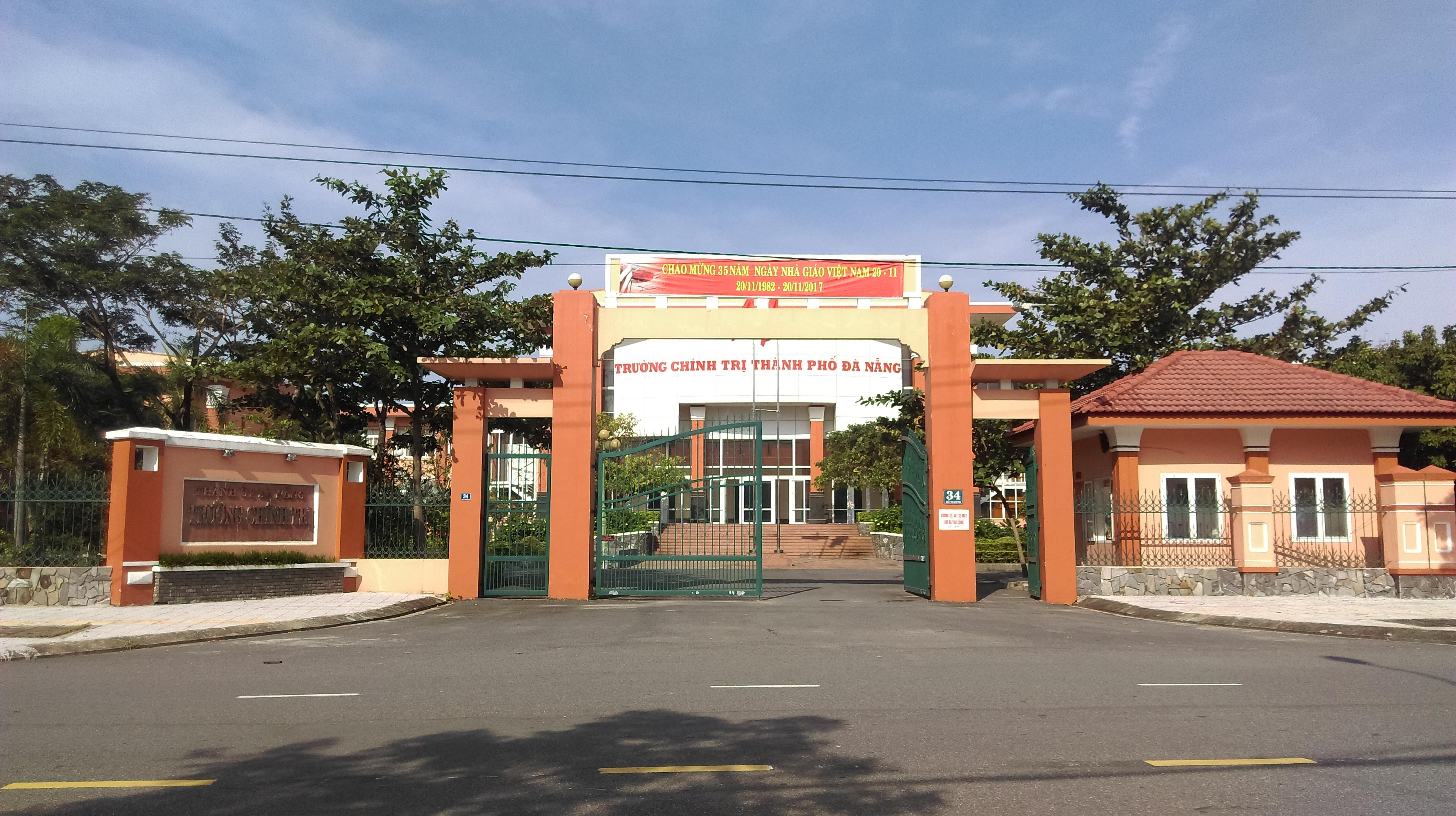
Trường Chính trị Tp Đà Nẵng

## Bí thư Thành ủy
Bí thư Thành ủy là người đứng đầu Đảng bộ Thành phố. Đà Nẵng là thành phố trực thuộc Trung ương vì vậy Bí thư Thành ủy thường là Ủy viên Ban Chấp hành Trung ương Đảng Cộng sản Việt Nam.
| STT | Đại hội Đảng bộ | Nhiệm kì        | Bí thư             | Chức vụ | Phó Bí thư                    | Chức vụ                                                                     | Ghi chú |
| --- | --------------- | --------------- | ------------------ | --- | ----------------------------- | --------------------------------------------------------------------------- | --- |
| 1   | -               | 12/1996-11/1997 | Trương Quang Được  | Ủy viên Trung ương Đảng Bí thư Thành ủy lâm thời                                                                                      | Nguyễn Bá Thanh               | Chủ tịch UBND Thành phố lâm thời                                            | |
| 1   | -               | 12/1996-11/1997 | Trương Quang Được  | Ủy viên Trung ương Đảng Bí thư Thành ủy lâm thời                                                                                      | Phan Như Lâm                  | Phó Bí thư thường trực Thành ủy lâm thời                                    | |
| 1   | XVII            | 11/1997-12/2000 | Trương Quang Được  | Ủy viên Trung ương Đảng Bí thư Thành ủy (đến 2/2000)                                                                                  | Nguyễn Bá Thanh               | Chủ tịch UBND Thành phố                                                     | |
| 2   | XVII            | 11/1997-12/2000 | Phan Diễn          | Ủy viên Bộ Chính trị Bí thư Thành ủy (từ 2/2000)                                                                                      | Phan Như Lâm                  | Phó Bí thư thường trực Thành ủy                                             | |
| 2   | XVIII           | 12/2000-12/2005 | Phan Diễn          | Ủy viên Bộ Chính trị Bí thư Thành ủy (đến 1/2002)                                                                                     | Phan Như Lâm                  | Phó Bí thư thường trực Thành ủy                                             | Từ 2002 là Bí thư Trung ương Đảng |
| 3   | XVIII           | 12/2000-12/2005 | Nguyễn Đức Hạt     | Ủy viên Trung ương Đảng Bí thư Thành ủy (1/2002-6/2003)                                                                               | Phan Như Lâm                  | Phó Bí thư thường trực Thành ủy                                             | Từ 2003 là Phó Trưởng ban Tổ chức Trung ương |
| 4   | XVIII           | 12/2000-12/2005 | Nguyễn Bá Thanh    | Phó Bí thư Thành ủy (đến 6/2003) Bí thư Thành ủy (từ 6/2003) Chủ tịch UBND Thành phố (đến 7/2003) Chủ tịch HĐND Thành phố (từ 7/2003) | Hoàng Tuấn Anh                | Phó Bí thư Thành ủy (từ 7/2004) Chủ tịch UBND Thành phố (từ 7/2004)         | |
| 4   | XIX             | 12/2005-9/2010  | Nguyễn Bá Thanh    | Ủy viên Trung ương Đảng (từ 4/2006) Bí thư Thành ủy Chủ tịch HĐND Thành phố                                                           | Phan Như Lâm                  | Phó Bí thư thường trực Thành ủy                                             | |
| 4   | XIX             | 12/2005-9/2010  | Nguyễn Bá Thanh    | Ủy viên Trung ương Đảng (từ 4/2006) Bí thư Thành ủy Chủ tịch HĐND Thành phố                                                           | Hoàng Tuấn Anh                | Phó Bí thư Thành ủy (7/2004-4/2006) Chủ tịch UBND Thành phố (7/2004-4/2006) | |
| 4   | XIX             | 12/2005-9/2010  | Nguyễn Bá Thanh    | Ủy viên Trung ương Đảng (từ 4/2006) Bí thư Thành ủy Chủ tịch HĐND Thành phố                                                           | Trần Văn Minh                 | Phó Bí thư Thành ủy (từ 8/2006) Chủ tịch UBND Thành phố (4/2006)            | |
| 4   | XIX             | 12/2005-9/2010  | Nguyễn Bá Thanh    | Ủy viên Trung ương Đảng (từ 4/2006) Bí thư Thành ủy Chủ tịch HĐND Thành phố                                                           | Trương Quang Nghĩa            | Phó Bí thư thường trực Thành ủy (từ 5/2008)                                 | |
| 4   | XIX             | 12/2005-9/2010  | Nguyễn Bá Thanh    | Ủy viên Trung ương Đảng (từ 4/2006) Bí thư Thành ủy Chủ tịch HĐND Thành phố                                                           | Trần Thọ                      | Phó Bí thư Thành ủy (từ 12/2008)                                            | |
| 4   | XX              | 9/2010-10/2015  | Nguyễn Bá Thanh    | Ủy viên Trung ương Đảng Bí thư Thành ủy (đến 8/2013) Chủ tịch HĐND Thành phố (đến 4/2013)                                             | Trần Văn Minh                 | Ủy viên Trung ương Đảng Chủ tịch UBND Thành phố (đến 10/8/2011)             | Từ 10/8/2011, Trần Văn Minh là Phó Trưởng ban Tổ chức Trung ương Từ 12/2012, Nguyễn Bá Thanh giữ chức Trưởng ban Nội chính Trung ương và miễn nhiệm Bí thư Thành ủy tháng 2/2013                                  |
| 5   | XX              | 9/2010-10/2015  | Trần Thọ           | Bí thư Thành ủy (từ 8/2013) Chủ tịch HĐND Thành phố (từ 4/2013) Phó Bí thư thường trực Thành ủy (đến 8/2013)                          | Võ Công Trí                   | Phó Bí thư thường trực Thành ủy (từ 12/2013)                                | Bổ sung tháng 12/2013 |
| 5   | XX              | 9/2010-10/2015  | Trần Thọ           | Bí thư Thành ủy (từ 8/2013) Chủ tịch HĐND Thành phố (từ 4/2013) Phó Bí thư thường trực Thành ủy (đến 8/2013)                          | Nguyễn Xuân Anh               | Ủy viên Dự khuyết Trung ương Đảng                                           | Bổ sung 4/2014 |
| 5   | XX              | 9/2010-10/2015  | Trần Thọ           | Bí thư Thành ủy (từ 8/2013) Chủ tịch HĐND Thành phố (từ 4/2013) Phó Bí thư thường trực Thành ủy (đến 8/2013)                          | Văn Hữu Chiến                 | Chủ tịch UBND Thành phố (10/2011-1/2015)                                    | Bổ sung 30/9/2011 và từ 1/2015 nghỉ chế độ |
| 5   | XX              | 9/2010-10/2015  | Trần Thọ           | Bí thư Thành ủy (từ 8/2013) Chủ tịch HĐND Thành phố (từ 4/2013) Phó Bí thư thường trực Thành ủy (đến 8/2013)                          | Huỳnh Đức Thơ                 | Chủ tịch UBND Thành phố (từ 1/2015)                                         | Bổ sung làm Phó Bí thư từ 1/2015 |
| 6   | XXI             | 10/2015-10/2020 | Nguyễn Xuân Anh    | Ủy viên Trung ương Đảng Bí thư Thành ủy (từ 10/2015 đến 10/2017) Chủ tịch HĐND Thành phố (từ 6/2016 đến 11/2017)                      | Võ Công Trí (đến 12/2019)     | Phó Bí thư thường trực Thành ủy                                             | Từ 6/10/2017, Ban Chấp hành Trung ương Đảng quyết định thi hành kỷ luật ông Nguyễn Xuân Anh bằng hình thức cách chức Bí thư Thành ủy Đà Nẵng và cho thôi giữ chức Ủy viên Ban Chấp hành Trung ương Đảng khóa XII. |
| 6   | XXI             | 10/2015-10/2020 | Nguyễn Xuân Anh    | Ủy viên Trung ương Đảng Bí thư Thành ủy (từ 10/2015 đến 10/2017) Chủ tịch HĐND Thành phố (từ 6/2016 đến 11/2017)                      | Nguyễn Văn Quảng (từ 12/2019) | Phó Bí thư thường trực Thành ủy                                             | Từ 6/10/2017, Ban Chấp hành Trung ương Đảng quyết định thi hành kỷ luật ông Nguyễn Xuân Anh bằng hình thức cách chức Bí thư Thành ủy Đà Nẵng và cho thôi giữ chức Ủy viên Ban Chấp hành Trung ương Đảng khóa XII. |
| 6   | XXI             | 10/2015-10/2020 | Nguyễn Xuân Anh    | Ủy viên Trung ương Đảng Bí thư Thành ủy (từ 10/2015 đến 10/2017) Chủ tịch HĐND Thành phố (từ 6/2016 đến 11/2017)                      | Huỳnh Đức Thơ                 | Chủ tịch UBND Thành phố                                                     | Từ 6/10/2017, Ban Chấp hành Trung ương Đảng quyết định thi hành kỷ luật ông Nguyễn Xuân Anh bằng hình thức cách chức Bí thư Thành ủy Đà Nẵng và cho thôi giữ chức Ủy viên Ban Chấp hành Trung ương Đảng khóa XII. |
| 6   | XXI             | 10/2015-10/2020 | Trương Quang Nghĩa | Ủy viên Trung ương Đảng Bí thư Thành ủy (từ 7/2017 đến 10/2020)                                                                       | Huỳnh Đức Thơ                 | Chủ tịch UBND Thành phố                                                     | Từ 6/10/2017, Ban Chấp hành Trung ương Đảng quyết định thi hành kỷ luật ông Nguyễn Xuân Anh bằng hình thức cách chức Bí thư Thành ủy Đà Nẵng và cho thôi giữ chức Ủy viên Ban Chấp hành Trung ương Đảng khóa XII. |
| 7   | XXII            | Từ 10/2020      | Nguyễn Văn Quảng   | Ủy viên Trung ương Đảng Bí thư Thành ủy                                                                                               | Lương Nguyễn Minh Triết       | Phó Bí thư thường trực Thành ủy kiêm Chủ tịch HĐND Thành phố                | đến 01/2024 |
| 7   | XXII            | Từ 10/2020      | Nguyễn Văn Quảng   | Ủy viên Trung ương Đảng Bí thư Thành ủy                                                                                               | Lê Trung Chinh                | Phó Bí thư Thành ủy kiêm Chủ tịch UBND Thành phố                            | đến 06/2025 |
| 7   | XXII            | Từ 10/2020      | Nguyễn Văn Quảng   | Ủy viên Trung ương Đảng Bí thư Thành ủy                                                                                               | Nguyễn Đình Vĩnh              | Phó Bí thư thường trực Thành ủy                                             | từ 06/2024 |
| 8   | XXII            | Từ 7/2025       | Nguyễn Văn Quảng   | Ủy viên Trung ương Đảng Bí thư Thành ủy                                                                                               | Nguyễn Đình Vĩnh              | Phó Bí thư thường trực Thành ủy                                             | từ 06/2024 |
| 8   | XXII            | Từ 7/2025       | Nguyễn Văn Quảng   | Ủy viên Trung ương Đảng Bí thư Thành ủy                                                                                               | Lương Nguyễn Minh Triết       | Phó Bí thư Thành ủy kiêm Chủ tịch UBND Thành phố                            | |
| 8   | XXII            | Từ 7/2025       | Nguyễn Văn Quảng   | Ủy viên Trung ương Đảng Bí thư Thành ủy                                                                                               | Nguyễn Đức Dũng               | Phó Bí thư Thành ủy kiêm Chủ tịch HĐND Thành phố                            | |
| 8   | XXII            | Từ 7/2025       | Nguyễn Văn Quảng   | Ủy viên Trung ương Đảng Bí thư Thành ủy                                                                                               | Ngô Xuân Thắng                | Phó Bí thư Thành ủy                                                         | |

## Ban Thường vụ Thành ủy Đà Nẵng khóa XXII (2020 - 2025)
Danh sách Ủy viên Ban Thường vụ Thành ủy Thành phố Đà Nẵng khóa XXII, nhiệm kì 2020 - 2025
1. Nguyễn Văn Quảng - Ủy viên Trung ương Đảng, Bí thư Thành ủy, Trưởng Đoàn đại biểu Quốc hội khóa XV
2. Nguyễn Đình Vĩnh - Phó Bí thư thường trực Thành ủy [5]
3. Lương Nguyễn Minh Triết - Ủy viên dự khuyết Trung ương Đảng, Phó Bí thư Thành ủy, Chủ tịch UBND Thành phố
4. Nguyễn Đức Dũng - Phó Bí thư Thành ủy, Chủ tịch Hội đồng nhân dân Thành phố
5. Ngô Xuân Thắng - Phó Bí thư Thành ủy
6. Hồ Kỳ Minh - Phó Chủ tịch thường trực Ủy ban nhân dân Thành phố
7. Vũ Quang Hùng - Trưởng ban Quản lý Khu công nghệ cao và các khu công nghiệp Đà Nẵng [6]
8. Lê Thị Mỹ Hạnh - Chủ nhiệm Ủy ban kiểm tra Thành ủy
9. Võ Công Chánh - Trưởng ban Nội chính Thành ủy
10. Đoàn Duy Tân - Trưởng ban Tổ chức Thành ủy.
11. Huỳnh Thị Thùy Dung - Trưởng ban Tuyên giáo và Dân vận Thành ủy
12. Trần Phước Sơn - Phó Chủ tịch thường trực Hội đồng nhân dân Thành phố [7]
13. Đoàn Ngọc Hùng Anh - Phó Chủ tịch Hội đồng nhân dân Thành phố
14. Trần Thắng Lợi - Chánh Văn phòng Thành ủy
15. Trần Thị Kim Hoa - Chánh Thanh tra Thành phố
16. Phan Thái Bình - Phó Chủ tịch Ủy ban nhân dân Thành phố
17. Phan Văn Bình - Giám đốc Sở Nội vụ, Chủ tịch UBND Đặc khu Hoàng Sa [8]
18. Thiếu tướng Nguyễn Hữu Hợp - Giám đốc Công an Thành phố
19. Lê Trí Thanh - Chủ tịch Uỷ ban Mặt trận Tổ quốc Việt Nam Thành phố
20. Trần Nam Hưng - Phó Chủ tịch UBND Thành phố
21. Đại tá Trần Hữu Ích -  Chỉ huy trưởng Bộ chỉ huy Quân sự Thành phố
22. Nguyễn Thị Thu Lan - Bí thư Đảng ủy phường Tam Kỳ
23. Trần Xuân Vinh - Phó Chủ tịch Hội đồng nhân dân Thành phố
24. Nguyễn Mạnh Hà - Giám đốc Sở Dân tộc và Tôn giáo

## Ban Chấp hành Đảng bộ Thành phố Đà Nẵng khóa XXII (2020 - 2025)
Danh sách ủy viên Ban Chấp hành Đảng bộ được bầu ngày 22/10/2020 tại Đại hội Đảng bộ thành phố Đà Nẵng lần thứ XXII, xếp theo thứ tự ABC:
1. Đoàn Ngọc Hùng Anh, Phó Chủ tịch Hội đồng nhân dân Thành phố
2. Nguyễn Hà Bắc, Bí thư Quận ủy Liên Chiểu.
3. Nguyễn Thị Cảnh, Chánh án TAND thành phố
4. Võ Công Chánh, Trưởng ban Nội chính Thành ủy.
5. Trần Chí Cường, Phó Chủ tịch UBND thành phố [10]
6. Nguyễn Mạnh Dũng, Phó Trưởng ban thường trực Ban Tuyên giáo và Dân vận Thành ủy
7. Trương Thị Hồng Hạnh, Giám đốc Sở Văn hóa, Thể thao và Du lịch
8. Lê Thị Mỹ Hạnh, Chủ nhiệm Ủy ban Kiểm tra Thành ủy.
9. Đoàn Xuân Hiếu, Giám đốc Đài Phát thanh - Truyền hình Đà Nẵng.
10. Mai Thị Ánh Hồng, Bí thư Quận ủy Ngũ Hành Sơn.
11. Vũ Quang Hùng, Trưởng ban Quản lý Khu công nghệ cao và các khu công nghiệp Đà Nẵng
12. Nguyễn Văn Hùng, Bí thư Quận ủy Cẩm Lệ.
13. Tô Văn Hùng, Phó Bí thư Đảng ủy UBND thành phố.
14. Đại tá Nguyễn Văn Hòa, Chỉ huy trưởng Bộ chỉ huy Quân sự thành phố.
15. Hoàng Thị Thu Hương, Chủ tịch Hội Liên hiệp Phụ nữ thành phố.
16. Lê Tùng Lâm, Trưởng ban Đô thị HĐND.[11]
17. Phan Thị Thúy Linh, Chủ tịch Liên đoàn Lao động thành phố
18. Nguyễn Hữu Lợi, Giám đốc Sở Nội vụ, Chủ tịch UBND huyện đảo Hoàng Sa.[12]
19. Trần Thắng Lợi, Trưởng ban Tuyên giáo và Dân vận Thành ủy
20. Nguyễn Duy Minh, Phó Trưởng đoàn Đại biểu Quốc hội thành phố
21. Hồ Kỳ Minh, Phó Chủ tịch thường trực UBND thành phố
22. Lê Quang Nam, Phó Chủ tịch UBND thành phố
23. Nguyễn Văn Quảng, Ủy viên Trung ương Đảng, Bí thư Thành ủy.
24. Phạm Nam Sơn, Giám đốc Sở Nông nghiệp và Môi trường
25. Trần Phước Sơn, Phó Chủ tịch thường trực Hội đồng nhân dân Thành phố.[13]
26. Phạm Trường Sơn, Phó Bí thư Đảng ủy Các cơ quan Đảng thành phố
27. Trần Thị Thanh Tâm, Giám đốc Sở Tài chính.
28. Đoàn Duy Tân, Trưởng ban Tổ chức Thành ủy.[14]
29. Đại tá Trần Công Thành, Chỉ huy trưởng Bộ đội Biên phòng.
30. Ngô Xuân Thắng, Chủ tịch Hội đồng nhân dân Thành phố.
31. Nguyễn Thị Anh Thi, Phó Chủ tịch UBND thành phố.
32. Lê Thị Bích Thuận, Giám đốc Sở Giáo dục và Đào tạo.
33. Nguyễn Thành Tiến, Bí thư Quận ủy Thanh Khê.
34. Cao Thị Huyền Trân, Bí thư Quận ủy Hải Châu.
35. Lương Công Tuấn, Trưởng ban Pháp chế HĐND.
36. Nguyễn Đình Khánh Vân, Trưởng ban Văn hóa - Xã hội HĐND.
37. Nguyễn Đình Vĩnh, Phó Bí thư thường trực Thành ủy
38. Nguyễn Ngọc Vũ, Giám đốc Đại học Đà Nẵng.
39. Nguyễn Đức Nam, Phó Trưởng ban thường trực Ban Tổ chức Thành ủy
40. Đại tá Nguyễn Văn Tăng, Phó Giám đốc Công an thành phố

## Ban Chấp hành Đảng bộ các khóa từ1997

### Đảng bộ lâm thời (1996-1997)
- Ban Thường vụ (lâm thời):
- Bí thư: Trương Quang Được
- Phó Bí thư:
  - Phan Như Lâm (thường trực)
  - Nguyễn Bá Thanh
- Ủy viên:

1. Trần Phước Hường
2. Bùi Công Minh
3. Phùng Văn Thành
4. Nguyễn Thị Vân Lan
5. Trần Văn Thanh
6. Huỳnh Năm

- Thành ủy viên (lâm thời):
1. Nguyễn Hoàng Long
2. Trần Phước Chính
3. Hoàng Tuấn Anh
4. Trần Thọ
5. Huỳnh Kim Sơn
6. Nguyễn Mạnh Hùng
7. Nguyễn Quốc Dũng
8. Huỳnh Nghĩa
9. Nguyễn Thị Minh Lý
10. Đoàn Văn Lộc
11. Thái Thanh Hùng
12. Lê Diên
13. Lê Tự Cường
14. Ngô Văn Chờ
15. Lê Kim Ngân
16. Võ Công Trí
17. Hồ Văn Đắc
18. Lê Thị Tám
19. Võ Duy Khương
20. Nguyễn Minh Hùng
21. Phạm Kiều Đa
22. Trần Chí Thành

### Khóa XVII (1997-2000)
Đại hội đại biểu Đảng bộ Thành phố Đà Nẵng lần thứ XVII họp từ chiều 23 - 25/10/1997 có 259 đại biểu tham dự. Đại hội đã bầu ra Ban Chấp hành Đảng bộ với 45 người.
- Ban Thường vụ:
- Bí thư:
  - Trương Quang Được (đến 2/2000)
  - Phan Diễn (từ 2/2000)
- Phó Bí thư:
  - Phan Như Lâm (thường trực)
  - Nguyễn Bá Thanh
- Ủy viên:

1. Ngô Văn Chờ
2. Trần Phước Hường
3. Nguyễn Thị Vân Lan
4. Bùi Công Minh
5. Huỳnh Năm
6. Trần Văn Thanh
7. Phùng Văn Thành (Chủ nhiệm UBKT)
8. Nguyễn Văn Tuấn

- Thành ủy viên:
1. Hoàng Tuấn Anh
2. Trần Nhật Bằng
3. Hồ Văn Chinh
4. Trần Phước Chính
5. Lê Tự Cường
6. Lê Diên
7. Phan Văn Diện
8. Nguyễn Quốc Dũng
9. Phạm Kiều Đa
10. Hồ Văn Đắc
11. Huỳnh Văn Hoa
12. Nguyễn Mạnh Hùng
13. Nguyễn Minh Hùng
14. Thái Thanh Hùng
15. Võ Duy Khương
16. Nguyễn Hoàng Long
17. Đoàn Văn Lộc
18. Nông Thị Ngọc Minh
19. Bùi Công Minh
20. Lê Ngọc Nam
21. Lê Kim Ngân
22. Huỳnh Nghĩa
23. Nguyễn Xuân Nhĩ
24. Ngô Qui Nhơn
25. Huỳnh Kim Sơn
26. Lê Thị Tám
27. Hoàng Văn Thắng
28. Trần Thọ
29. Nguyễn Thu
30. Hoàng Thanh Thụy
31. Bùi Văn Tiếng
32. Võ Công Trí
33. Phùng Tấn Viết
34. Phan Quang Xưng

### Khóa XVIII (2000-2005)
Đại hội Đại biểu Đảng bộ thành phố Đà Nẵng lần thứ XVIII, nhiệm kì 2000-2005, được tổ chức vào ngày 12 - 14/2/2001 tại Nhà Văn hóa Quân khu V, có 300 đại biểu. Đại hội đã bầu Ban Chấp hành Đảng bộ thành phố gồm 47 người, bầu Đoàn đại biểu đi dự Đại hội toàn quốc lần thứ IX của Đảng gồm 13 người. Ban Chấp hành Đảng bộ khóa XVIII đã họp phiên đầu tiên, bầu ra Ban Thường vụ Thành ủy gồm 11 người, bầu Bí thư, các Phó Bí thư, bầu ra Ủy ban Kiểm tra Thành ủy gồm 9 người và bầu Chủ nhiệm Ủy ban Kiểm tra.
- Ban Thường vụ:
- Bí thư:
  - Phan Diễn (đến 7/2001)
  - Nguyễn Đức Hạt (7/2001 - 5/2003)
  - Nguyễn Bá Thanh (từ 6/2003)
- Phó Bí thư:
  - Phan Như Lâm (thường trực)
  - Nguyễn Bá Thanh (đến 6/2003)
- Ủy viên:

1. Ngô Văn Chờ
2. Trần Phước Hường
3. Nguyễn Thị Vân Lan
4. Bùi Công Minh
5. Lê Ngọc Nam
6. Huỳnh Năm
7. Phùng Văn Thành
8. Nguyễn Văn Tuấn

- Thành ủy viên:
1. Hoàng Tuấn Anh (từ 8/2002 là Ủy viên Ban Thường vụ, từ 5/2004 là Phó Bí thư)
2. Văn Hữu Chiến
3. Hồ Văn Chinh
4. Trần Phước Chính
5. Lê Kim Củng
6. Lê Tự Cường (từ 9/2003 là Ủy viên Ban Thường vụ)
7. Lê Diên
8. Phan Văn Diện
9. Phạm Kiều Đa
10. Hồ Văn Đắc
11. Nguyễn Điểu
12. Huỳnh Văn Hoa
13. Trần Hoa (đến 8/2003)
14. Nguyễn Mạnh Hùng
15. Nguyễn Minh Hùng
16. Thái Thanh Hùng
17. Võ Duy Khương
18. Nguyễn Hoàng Long
19. Đoàn Văn Lộc
20. Nông Thị Ngọc Minh
21. Trần Văn Minh (từ 8/2002 là Ủy viên Ban Thường vụ)
22. Lê Kim Ngân
23. Huỳnh Nghĩa
24. Nguyễn Xuân Nhĩ
25. Ngô Qui Nhơn
26. Hoàng Thư Sinh
27. Lê Thị Tám
28. Nhật Thành
29. Hoàng Văn Thắng
30. Trần Thọ
31. Phan Viết Thông
32. Nguyễn Thu
33. Bùi Văn Tiếng
34. Võ Công Trí
35. Phùng Tấn Viết
36. Phan Quang Xưng
37. Bùi Chí Loan (từ 3/2004)
38. Phạm Huy Tập (từ 3/2004)
39. Nguyễn Viết Hoàng (từ 11/2005 là Ủy viên Ban Chấp hành, Ủy viên Ban Thường vụ)

### Khóa XIX (2005-2010)
Đại hội Đại biểu Đảng bộ thành phố Đà Nẵng lần thứ XIX họp từ 18 - 21/12/2005 tại Trường Chính trị Tp Đà Nẵng có 300 đại biểu tham dự. Ban Chấp hành Đảng bộ khóa XIX gồm 49 người. Ban Chấp hành Đảng bộ khóa XIX đã họp phiên đầu tiên, bầu Ban Thường vụ Thành ủy gồm 13 người, bầu ra Ủy ban Kiểm tra Thành ủy gồm 10 người. Đại hội cũng đã bầu Đoàn đại biểu đi dự Đại hội đại biểu toàn quốc lần thứ X của Đảng gồm 13 người. Trước Đại hội Đảng bộ XX thì Ban Chấp hành Đảng bộ khóa XIX còn 44 đại biểu với 13 ủy viên Ban Thường vụ.
- Ban Thường vụ:
- Bí thư: Nguyễn Bá Thanh
- Phó Bí thư:

1. Phan Như Lâm (thường trực, nghỉ hưu từ 12/2008)
2. Hoàng Tuấn Anh (đến 4/2006)
3. Trương Quang Nghĩa (4/2008 - 10/2010)

- Ủy viên:

1. Trần Phước Chính (nghỉ hưu 12/2009)
2. Ngô Văn Chờ (nghỉ hưu 8/2009)
3. Lê Tự Cường (nghỉ hưu 2/2010)
4. Nguyễn Viết Hoàng
5. Võ Duy Khương (chuẩn y từ 7/2006)
6. Bùi Công Minh (nghỉ hưu 8/2009)
7. Trần Văn Minh (từ 8/2006 là Phó Bí thư)
8. Lê Ngọc Nam (đến 8/2006)
9. Trần Thọ (từ 11/2008 là Phó Bí thư Thường trực)
10. Võ Công Trí

- Thành ủy viên:
1. Nguyễn Văn Cán
2. Văn Hữu Chiến (từ 12/2009 là Ủy viên Ban Thường vụ)
3. Lê Kim Củng (từ 5/2009 là Ủy viên Ban Thường vụ)
4. Phan Văn Diện (từ trần 9/2006)
5. Nguyễn Điểu
6. Đặng Việt Dũng
7. Bùi Văn Ga (đến 6/2010)
8. Nguyễn Văn Hiệu (nghỉ hưu 7/2010)
9. Huỳnh Văn Hoa
10. Nguyễn Mạnh Hùng (từ 6/2008 là Ủy viên Ban Thường vụ)
11. Nguyễn Thị Thanh Hưng
12. Lê Thị Hường
13. Trần Văn Huy
14. Phan Văn Kha
15. Vũ Ngọc Liên
16. Trần Đình Liễn (từ 12/2009 là Ủy viên Ban Thường vụ)
17. Đỗ Thị Kim Lĩnh
18. Bùi Chí Loan
19. Nông Thị Ngọc Minh
20. Huỳnh Nghĩa (từ 5/2009 là Ủy viên Ban Thường vụ)
21. Đặng Công Ngữ
22. Nguyễn Xuân Nhĩ (nghỉ hưu 8/2010)
23. Nguyễn Thanh Quang
24. Phan Xuân Sang (từ 12/2006 là Ủy viên Ban Thường vụ)
25. Hoàng Thư Sinh (nghỉ hưu 8/2008)
26. Phạm Huy Tập (đến 5(9?)/2009)
27. Nhật Thành
28. Phan Viết Thông
29. Lương Nguyệt Thu
30. Nguyễn Thu
31. Bùi Văn Tiếng (từ 11/2008 là Ủy viên Ban Thường vụ)
32. Nguyễn Ngọc Tuấn
33. Nguyễn Đức Tuấn (đến 2(4?)/2008)
34. Trần Thanh Vân
35. Phùng Tấn Viết
36. Ngô Quang Vinh
37. Nguyễn Văn Sơn (từ 12/2006)
38. Lê Hồng Minh (từ 6/2009)
39. Huỳnh Đức Thơ (từ 6/2009)
40. Võ Văn Thương (từ 6/2009)
41. Dương Đề Dũng (từ 6/2009)
42. Nguyễn Nho Trung (từ 6/2009)
43. Trần Văn Miên (từ 6/2009)
44. Mai Đức Lộc (từ 6/2009)
45. Đặng Thị Kim Liên (từ 6/2009)

### Khóa XX (2010-2015)
Đại hội Đại biểu Đảng bộ thành phố Đà Nẵng lần thứ XX, nhiệm kỳ 2010–2015, diễn ra từ 27 - 30/9/2010 tại Trường Chính trị Thành phố, có 299 đại biểu. Ban Chấp hành Đảng bộ gồm 55 người. Ban Thường vụ Thành ủy gồm 15 người, Ủy ban Kiểm tra Thành ủy gồm 11 người. Đoàn đại biểu đi dự Đại hội đại biểu toàn quốc lần thứ XI của Đảng gồm 16 đại biểu chính thức và 2 đại biểu dự khuyết.
- Ban Thường vụ:
- Bí thư: Nguyễn Bá Thanh (đến 2/2013)
- Phó Bí thư:
  - Trần Thọ (thường trực, từ 8/2013 là Bí thư)
  - Trần Văn Minh (đến 8/2011)
- Ủy viên:

1. Nguyễn Xuân Anh (từ 4/2014 là Phó Bí thư)
2. Văn Hữu Chiến (từ 9/2011 là Phó Bí thư)
3. Lê Kim Củng (Chủ nhiệm UBKT)
4. Nguyễn Viết Hoàng (đến 10/2011)
5. Nguyễn Mạnh Hùng
6. Võ Duy Khương
7. Trần Đình Liễn
8. Huỳnh Nghĩa
9. Nguyễn Thanh Quang
10. Nguyễn Văn Sơn (đến 5/2015)
11. Bùi Văn Tiếng
12. Võ Công Trí (từ 12/2013 là Phó Bí thư Thường trực)

- Thành ủy viên:
1. Nguyễn Phú Ban
2. Lê Trung Chinh
3. Dương Đề Dũng
4. Đặng Việt Dũng (từ 2/2014 là Ủy viên Ban Thường vụ)
5. Nguyễn Điểu
6. Huỳnh Văn Hoa
7. Trần Đình Hồng (từ 11/2014 là Ủy viên Ban Thường vụ)
8. Huỳnh Văn Hùng
9. Trần Văn Huy
10. Nguyễn Thị Thanh Hưng
11. Phan Văn Kha
12. Đặng Thị Kim Liên
13. Vũ Ngọc Liên
14. Nguyễn Linh
15. Đỗ Thị Kim Lĩnh
16. Bùi Chí Loan (nghỉ hưu 2013)
17. Mai Đức Lộc
18. Trần Văn Miên
19. Hồ Kỳ Minh
20. Lê Hồng Minh (đến 1/2013)
21. Trần Văn Nam
22. Ngô Quang Phúc
23. Phạm Quý (từ 7/2014 là Ủy viên Ban Thường vụ)
24. Trần Đình Quỳnh
25. Nguyễn Bá Sơn
26. Phạm Kim Sơn
27. Lê Văn Tam (từ 7/2015 là Ủy viên Ban Thường vụ)
28. Phan Văn Tâm (đến 2/2013)
29. Nhật Thành
30. Nguyễn Tiến Thọ
31. Huỳnh Đức Thơ (từ 28/11/2014 là Ủy viên Ban Thường vụ, từ 26/1/2015 là Phó Chủ tịch)
32. Lương Nguyệt Thu (từ 10/2014 là Ủy viên Ban Thường vụ)
33. Nguyễn Thu
34. Võ Văn Thương
35. Lương Nguyễn Minh Triết
36. Nguyễn Nho Trung
37. Nguyễn Ngọc Tuấn
38. Trần Thanh Vân (từ 2/2014 là Ủy viên Ban Thường vụ)
39. Phùng Tấn Viết
40. Ngô Quang Vinh
41. Huỳnh Minh Chức (từ 11/2011 là Ủy viên Ban Chấp hành, từ 12/2011 là Ủy viên Ban Thường vụ)
42. Trương Chí Lăng (từ 11/2014 là Ủy viên Ban Chấp hành, từ 11/2014 là Ủy viên Ban Thường vụ)
43. Nguyễn Thanh Hoàng (từ 1/2014)
44. Đào Tấn Bằng (từ 7/2014)
45. Ngô Xuân Thắng (từ 7/2014)
46. Nguyễn Bá Cảnh (từ 7/2014)
47. Lê Quang Nam (từ 7/2014)
48. Lê Văn Phúc (từ 11/2014)
49. Võ Công Chánh (từ 12/2014)
50. Lê Văn Trung (từ 12/2014)

### Khóa XXI (2015-2020)
Đại hội Đại biểu Đảng bộ thành phố Đà Nẵng lần thứ XXI, nhiệm kỳ 2015-2020, diễn ra từ 14 - 16/10/2015 có 350 đại biểu tham dự. Ban Chấp hành Đảng bộ gồm 52 người. Đoàn đại biểu đi dự Đại hội đại biểu toàn quốc lần thứ XII của Đảng gồm 17 đại biểu chính thức và 1 đại biểu dự khuyết. Ban Chấp hành đã họp phiên đầu tiên, bầu Ban Thường vụ Thành ủy gồm 15 người, Ủy ban Kiểm tra Thành ủy có 11 người.
- Ban Thường vụ
- Bí thư:
  - Nguyễn Xuân Anh (đến 10/2017)
  - Trương Quang Nghĩa (từ 10/2017)
- Phó Bí thư:
  - Võ Công Trí (đến 12/2019)
  - Nguyễn Văn Quảng(từ 12/2019)
  - Huỳnh Đức Thơ
- Ủy viên:

1. Đặng Việt Dũng
2. Trần Đình Hồng
3. Đại tá Trương Chí Lăng
4. Đặng Thị Kim Liên
5. Hồ Kỳ Minh
6. Nguyễn Thanh Quang
7. Phạm Quý
8. Lê Văn Tam
9. Lương Nguyệt Thu (nghỉ hưu 3/2019)
10. Võ Văn Thương
11. Nguyễn Nho Trung
12. Trần Thanh Vân

- Thành ủy viên:
1. Nguyễn Phú Ban
2. Đào Tấn Bằng
3. Nguyễn Bá Cảnh (đến 4/2019)
4. Võ Công Chánh
5. Lê Trung Chinh
6. Võ Ngọc Đồng
7. Nguyễn Thị Thu Hà
8. Đại tá Lê Thanh Hải (chuyển công tác)
9. Lê Thị Mỹ Hạnh
10. Nguyễn Thanh Hoàng (nghỉ hưu 2018)
11. Huỳnh Văn Hùng
12. Vũ Quang Hùng
13. Nguyễn Thị Thanh Hưng (nghỉ hưu 2018)
14. Phan Văn Kha
15. Vũ Ngọc Liên
16. Trần Văn Miên
17. Lê Quang Nam
18. Trần Văn Nam (nghỉ hưu 2018)
19. Phạm Nhật Phi
20. Lê Văn Phúc (chuyển công tác)
21. Nguyễn Văn Phụng
22. Trần Đình Quỳnh (nghỉ hưu 12/2018)
23. Nguyễn Bá Sơn
24. Trần Văn Sơn
25. Huỳnh Thị Tam Thanh (từ 3/2019 là Ủy viên Ban Thường vụ)
26. Nguyễn Thành
27. Cao Xuân Thắng
28. Ngô Xuân Thắng
29. Lương Nguyễn Minh Triết
30. Lê Minh Trung
31. Lê Văn Trung
32. Trần Văn Trường
33. Nguyễn Ngọc Tuấn (nghỉ hưu 12/2018)
34. Phùng Tấn Viết (nghỉ hưu 2018)
35. Ngô Quang Vinh
36. Nguyễn Đình Vĩnh
37. Ngô Thị Kim Yến
38. Thiếu tướng Vũ Xuân Viên (từ 11/2018 là Ủy viên Ban Chấp hành, Ủy viên Ban Thường vụ)
39. Đại tá Trần Đình Chung (từ ngày 4 tháng 11 năm 2019)

## Đảng bộ Đà Nẵng giai đoạn 1975-1997

### Thành lập Đảng bộ
Ban Chấp hành Đảng bộ tỉnh Quảng Nam - Đà Nẵng tiến hành cuộc họp ngày 21/1/1978 về việc xét chuẩn y đề nghị nhân sự vào Ban Chấp hành Đảng bộ của Ban Tổ chức Tỉnh ủy và Tiểu ban Nhân sự nghiên cứu thành lập thành phố Đà Nẵng. Ngày 10/2/1978, Ban Thường vụ Tỉnh ủy Quảng Nam - Đà Nẵng ra quyết định sáp nhập các quận I, II, III thành thành phố Đà Nẵng và chỉ định Ban Chấp hành Đảng bộ thành phố Đà Nẵng gồm 30 người. Ngày 26/3/1978, Ban Thường vụ Thành ủy Đà Nẵng triệu tập phiên họp đầu tiên để thành lập Đảng bộ Đà Nẵng và bàn một số nội dung công tác năm 1978. Hồ Nghinh, Ủy viên Dự khuyết Trung ương Đảng, Bí thư Tỉnh ủy; Võ Văn Đồng, Phó Bí thư Tỉnh ủy; Nguyễn Thành Long, Ủy viên Ban Thường vụ, Phó Chủ tịch UBND tỉnh đã đến dự. Tại phiên họp này, Trần Bắc (Trần Hưng Thừa), Phó Bí thư Thành ủy công bố quyết định của Hội đồng Chính phủ về việc thành lập thành phố Đà Nẵng thuộc tỉnh Quảng Nam - Đà Nẵng và các quyết định của Quảng Nam - Đà Nẵng về việc thành lập Thành ủy và Ban Chấp hành Đảng bộ thành phố Đà Nẵng. Theo đó, Ban Chấp hành Đảng bộ thành phố Đà Nẵng gồm có 31 người. Trần Văn Đán - Ủy viên Ban Thường vụ Tỉnh ủy làm Bí thư Thành ủy Đà Nẵng; Trần Bắc, Tỉnh ủy viên làm Phó Bí thư Thành ủy kiêm Chủ tịch Ủy ban Nhân dân; Ban Thường vụ gồm 9 người. Tháng 9/1978, Trần Văn Đán được cấp trên điều động nên Võ Văn Đồng, Phó Bí thư Tỉnh ủy, kiêm nhiệm chức Bí thư Thành ủy Đà Nẵng. Sau đó, Nguyễn Thành Long, Phó Chủ tịch Ủy ban Nhân dân tỉnh Quảng Nam - Đà Nẵng được phân công làm Bí thư Thành ủy Đà Nẵng.

### Đại hội lần thứ I
Ngày 7/7/1979, Đại hội lần thứ I Đảng bộ thành phố Đà Nẵng được tổ chức. Tham dự Đại hội có 305 đại biểu, thay mặt 120 tổ chức cơ sở đảng, trong đó 28 Đảng bộ các phường, 22 xí nghiệp, 70 tổ chức cơ sở Đảng cơ quan, với tổng số 2.500 đảng viên. Đại hội đã bầu Ban Chấp hành gồm 31 người. Nguyễn Thành Long tiếp tục được bầu giữ chức Bí thư Thành ủy, Trần Hưng Thừa làm Phó Bí thư kiêm Chủ tịch Ủy ban Nhân dân.

### Đại hội lần thứ II
Từ ngày 25 đến ngày 29/1/1983, Đại hội đại biểu Đảng bộ thành phố Đà Nẵng lần thứ II được tổ chức. Đại hội đã bầu Ban Chấp hành Đảng bộ thành phố nhiệm kỳ II gồm 41 người. Nguyễn Thành Long được phân công làm Bí thư, Trần Hưng Thừa và Phan Văn Nghệ được bầu làm Phó Bí thư. Trần Hưng Thừa từ Chủ tịch UBND sang làm công tác thường trực cơ quan Đảng bộ, Phan Văn Nghệ làm Chủ tịch UBND. Về công tác Dân vận và Mặt trận Tổ quốc Việt Nam, sau Đại hội, Lê Văn Huấn, Ủy viên Ban Thường vụ, Phó Chủ tịch Thường trực Ủy ban Mặt trận sang làm Chủ nhiệm UBKT Thành ủy, Trần Hưng Thừa kiêm chức vụ Chủ tịch Ủy ban Mặt trận Tổ quốc Việt Nam thành phố Đà Nẵng. Năm 1984, Nguyễn Văn Chi được điều động về giữ chức vụ Phó Bí thư Thành ủy Đà Nẵng, phụ trách theo dõi các phường.

### Đại hội lần thứ III
Từ ngày 24 đến ngày 26/9/1986, Đại hội Đảng bộ thành phố Đà Nẵng lần thứ III được tiến hành. Đại hội bầu ra Ban Chấp hành gồm 51 người, trong đó có 10 Ủy viên Dự khuyết. Võ Đắc Hợi làm Bí thư (Nguyễn Hồng Thắng thay năm 1989), Hoàng Tú, Phó Bí thư, Chủ tịch UBND, Hồ Việt, Phó Bí thư Thường trực cơ quan Đảng, Hoàng Tư Nghĩa - Ủy viên Ban Thường vụ được phân công làm Chủ tịch Ủy ban Mặt trận Tổ quốc thành phố. Ngay sau Đại hội, Đảng bộ đã chỉ định Nguyễn Văn Điệu vào Ban Chấp hành và Ban Thường vụ, giữ chức Thành đội trưởng, nâng tổng số Ủy viên Ban Chấp hành là 52 người.

### Đại hội lần thứ IV
Sáng ngày 8/5/1989, Đại hội lần thứ IV của Đảng bộ thành phố Đà Nẵng khai mạc. Tham dự Đại hội có 396 đại biểu chính thức, trong đó có 44 người tham gia cách mạng trước tháng 8/1945, đại diện gần 10.000 đảng viên. Đại hội đã bầu Ban Chấp hành gồm 45 người. Ban Chấp hành đã phân công Nguyễn Hồng Thắng làm Bí thư, Phó Bí thư là Hoàng Tú và Hồ Việt (Hoàng Tú còn đương chức Chủ tịch UBND thành phố, Hồ Việt còn tiếp tục nhiệm vụ Thường trực cơ quan Thành ủy Đà Nẵng).

### Đại hội lần thứ V
Từ ngày 3 đến ngày 6/4/1991, Đại hội (vòng 1) lần thứ V của Thành Đảng bộ Đà Nẵng cũng được tổ chức. Số lượng đại biểu chính thức tham dự đại hội là 311 người, trong đó có 126 đại biểu thuộc Đảng bộ các phường. Đại hội (vòng 1) tuy chưa bầu Ban Chấp hành nhiệm kỳ mới song nhiệm vụ về công tác tổ chức, cán bộ đã được Đại hội đặc biệt quan tâm. Từ thực tế diễn ra trong Đại hội này, chuẩn bị cho Đại hội (vòng 2) của Đảng bộ thành phố, Tỉnh ủy chủ trương điều động cán bộ, đưa Nguyễn Minh Hùng về làm Bí thư Thành ủy Đà Nẵng, chuẩn bị bầu cử Ban Chấp hành nhiệm kỳ V của Đảng bộ thành phố. Từ ngày 7 đến ngày 9/1/1992, Đảng bộ thành phố Đà Nẵng tổ chức Đại hội lần thứ V (vòng 2). Đại hội đã bầu ra Ban Chấp hành gồm 26 người. Nguyễn Minh Hùng làm Bí thư, Nguyễn Hữu Mười, Phó Bí thư Thường trực, Hồ Việt, Phó Bí thư, Chủ tịch UBND thành phố. Tháng 5/1994 Phan Như Lâm về làm Bí thư thay Nguyễn Minh Hùng. Tháng 1/1995 Nguyễn Bá Thanh về làm Phó Bí thư, Chủ tịch thay Hồ Việt.

### Đại hội lần thứ VI
Từ ngày 11 đến 13/3/1996, Thành ủy Đà Nẵng tiến hành Đại hội Đảng bộ lần thứ VI. Đại hội có 249 đại biểu thay mặt 6.800 đảng viên đang sinh hoạt ở 94 tổ chức cơ sở Đảng trong thành phố. Đại hội đã bầu ra Ban Chấp hành Đảng bộ gồm 35 người, Phan Như Lâm làm Bí thư, Ngô Văn Chờ, Phó Bí thư Thường trực, Nguyễn Bá Thanh, Phó Bí thư, Chủ tịch UBND.

## Kỷ luật

### Bí thư Thành ủy mất chức
- Ngày 6/10/2017, Ban Chấp hành Trung ương Đảng quyết định thi hành kỉ luật Bí thư Thành ủy Đà Nẵng Nguyễn Xuân Anh bằng hình thức: cách chức Bí thư Thành ủy Đà Nẵng, Ủy viên Ban Thường vụ, Ủy viên Ban Chấp hành Đảng bộ thành phố Đà Nẵng nhiệm kỳ 2015-2020; và cho thôi giữ chức Ủy viên Ban Chấp hành Trung ương Đảng khóa XII. Ông Nguyễn Xuân Anh bị cáo buộc vi phạm nghiêm trọng nguyên tắc tổ chức sinh hoạt Đảng; vi phạm Quy định về những điều Đảng viên không được làm; vi phạm quy định về trách nhiệm nêu gương của cán bộ, Đảng viên, nhất là cán bộ lãnh đạo chủ chốt các cấp; vi phạm tiêu chuẩn cấp ủy viên. Bí thư Nguyễn Xuân Anh còn bị cho là thiếu gương mẫu trong việc nhận, sử dụng xe ôtô do doanh nghiệp biếu, tặng và sử dụng 2 nhà ở của các doanh nghiệp của Phan Văn Anh Vũ (Vũ nhôm).[15]

### Ủy ban Kiểm tra Thành ủy Đà Nẵng tại kì họp thứ 19
Tại kì họp thứ 19 diễn ra ngày 8/1/2018, Ủy ban Kiểm tra Thành ủy Đà Nẵng thi hành kỉ luật 3 cán bộ:
- Đoàn Xuân Hiếu, ủy viên Đảng đoàn Hội đồng Nhân dân (HĐND), ủy viên Ban Chấp hành Đảng bộ cơ quan HĐND, Chánh Văn phòng HĐND Tp Đà Nẵng có vi phạm trong việc tham mưu, đề xuất Thường trực Thành ủy thống nhất chủ trương cho chỉ định thầu đối với công trình hội trường HĐND Tp Đà Nẵng, vi phạm Luật Đấu thầu 2013, bị kỷ luật khiển trách.
- Võ Văn Phụ, ủy viên Ban Chấp hành Đảng bộ Văn phòng Thành ủy, Phó Chánh Văn phòng Thành ủy Đà Nẵng, có vi phạm trong việc tham mưu, đề xuất Thường trực Thành ủy thống nhất chủ trương cho chỉ định thầu đối với 3 dự án công trình trụ sở làm việc các cơ quan Đảng, bị kỷ luật khiển trách.
- Phạm Văn Hải, nguyên ủy viên Ban Chấp hành Đảng bộ Văn phòng Thành ủy, nguyên Phó Chánh Văn phòng Thành ủy Đà Nẵng, có vi phạm trong việc tham mưu, đề xuất Văn phòng Thành ủy, Thường trực Thành ủy bố trí xe doanh nghiệp tặng có chủng loại, giá trị vượt tiêu chuẩn, chức danh theo quy định để phục vụ công tác của lãnh đạo Thành ủy, vi phạm quy định của Đảng, Nhà nước về thực hành tiết kiệm, chống lãng phí, bị kỷ luật khiển trách.

### Xem xét vi phạm của tập thể Ban Thường vụ Thành ủy nhiệm kì 2015-2020
Ngày 18/1/2018, Hội nghị Ban Thường vụ Thành ủy, Ban Chấp hành Đảng bộ thành phố Đà Nẵng khóa XXI đã họp xem xét quyết định thi hành kỉ luật đối với tổ chức và các cá nhân có trách nhiệm trong việc tham mưu dẫn đến khuyết điểm, vi phạm của tập thể Ban Thường vụ Thành ủy nhiệm kỳ 2015-2020:
- Trưởng Ban Tổ chức Thành ủy Trần Đình Hồng bị kỉ luật cảnh cáo.
- Trưởng Ban Nội chính Thành ủy Trần Thanh Vân có vi phạm trong việc tham mưu Ban Thường vụ Thành ủy dẫn đến vi phạm quy định về thẩm quyền ban hành quyết định xác minh tài sản, thu nhập đối với cán bộ thuộc diện Ban Thường vụ Thành ủy quản lý, bị kỷ luật cảnh cáo.
- Bí thư Đảng ủy các Khu Công nghiệp Đà Nẵng, nguyên Chánh Văn phòng Thành ủy Đào Tấn Bằng, có vi phạm trong việc tham mưu Thường trực Thành ủy, Ban Thường vụ Thành ủy chủ trương cho phép chỉ định thầu 3 dự án công trình trụ sở làm việc các cơ quan khối Đảng không đúng quy định của Luật Đấu thầu, khi đang giữ chức vụ Phó trưởng Phòng Quản lí Đầu tư, Phó trưởng Phòng Quản lí Đô thị, Phó Chánh Văn phòng UBND thành phố tham mưu lãnh đạo UBND thành phố ban hành các văn bản không đúng với quy định của pháp luật về đất đai, bị kỷ luật cảnh cáo.
- Vũ Quang Hùng - Giám đốc Sở Xây dựng có vi phạm trong việc buông lỏng vai trò tham mưu quản lý nhà nước về trật tự xây dựng đô thị bị kỷ luật khiển trách.
- Lê Quang Nam - Giám đốc Sở Tài nguyên và Môi trường, có vi phạm trong việc tham mưu Ban Thường vụ Thành ủy có chủ trương cho doanh nghiệp triển khai đồng thời quyết định chủ trương đầu tư và đánh giá tác động môi trường, vi phạm Luật Bảo vệ Môi trường, bị kỷ luật khiển trách.